# 이용대
이용대(李龍大, 1988년 9월 11일 ~ )는 대한민국의 배드민턴 선수이다. 현재 요넥스 배드민턴이다. 본관은 평창이며, 전라남도 화순군에서 태어났다.
2008년 하계 올림픽 배드민턴 혼합 복식에서 이효정과 함께 금메달을 획득했다. 그리고 4년 뒤인 2012년 하계 올림픽에선 정재성과 남자 복식에서 동메달을 획득했다.

## 선수 경력
이용대는 초등학교 2학년 때 배드민턴을 처음 시작했다. 운동을 시작했던 목적은 살을 빼기 위한 것이었으나 배드민턴에 뛰어난 재능을 보여, 중학교 3학년이었던 2003년 역대 최연소의 나이로 국가대표 상비군에 발탁되었다. 화순실업고등학교 2학년이었던 2006년 1월 독일 오픈 배드민턴 선수권 대회에서 정재성과 함께 남자 복식 우승을 하면서 첫 시니어 대회 우승을 기록했다. 당시 이용대의 나이는 정확히 17세 4개월 5일로 종전 박주봉의 최연소 국제대회 우승 기록(17세 3개월 15일)을 갱신하면서 ‘제2의 박주봉’으로 주목받기 시작했다. 같은 해 세계 주니어 배드민턴 선수권 대회에서 혼합 단체, 남자 복식, 혼합 복식 부문에서 1위를 하며 대한민국 배드민턴 선수 최초로 세계 선수권 대회 3관왕을 차지하였고, 2006년 도하 아시안 게임 배드민턴 남자 단체전에서 은메달, 남자 복식에서 동메달을 획득했다.
그 후 2007 코리아 오픈 슈퍼시리즈에서 남자 복식 1위, 2007 스위스 오픈 슈퍼시리즈에서 혼합 복식 1위, 2007년 세계 배드민턴 선수권대회 남자 복식 2위, 2008 코리아 오픈 슈퍼시리즈에서 혼합 복식 1위, 2008 전영 오픈 슈퍼시리즈에서는 남자 복식에서 1위, 2008 스위스 오픈 슈퍼시리즈에서는 남자 복식 1위와 혼합 복식 3위라는 성적을 거두었다. 그리고 2008년 아시아 배드민턴 선수권대회에서 남자 복식 부문에서 우승을 하게 된다.
2008년 베이징 올림픽에서는 배드민턴 혼합 복식 부문에서 이효정과 함께 금메달을 획득하였다.
그리고 올림픽 후 첫 출전한 국제대회인 2008 중국 오픈 슈퍼시리즈에서 남자 복식과 혼합 복식에서 2관왕을 차지하고, 2008 홍콩 오픈 슈퍼시리즈에서 남자 복식에서 우승, 혼합 복식에서 준우승했다. 2008 코리아 챌린지 배드민턴 선수권대회에서 남자 복식 우승, 2008 BWF 슈퍼시리즈 마스터즈 파이널 남자 복식에서 준우승으로 2008년 시즌을 마감했다.
2012년 런던 올림픽 배드민턴 남자 복식 부문에서 정재성과 함께 동메달을 획득하였다.
이용대는 도핑테스트를 회피했다는 이유로 2014년 1월 28일 세계 배드민턴 연맹으로부터 1년 자격정지 징계를 받았다. 그러나 이는 선수의 소재지 보고를 대신해오던 대한배드민턴협회 행정 실수가 원인이었으며, 같은 해 4월 재심의에서 자격정지 결정은 취소되었다.

## 주요 성적
남자 복식
| 연도                                             | 대회                 | 장소   | 결과 |
| ------------------------------------------------ | -------------------- | ------ | ---- |
| 2013                                             |                      |        |      |
| 홍콩 오픈                                        | 홍콩                 | 우승   |      |
| 차이나 오픈                                      | 상하이, 중국         | 우승   |      |
| 덴마크 슈퍼 시리즈 프리미어                      | 오덴세, 덴마크       | 우승   |      |
| 빅터 코리아 오픈                                 | 서울, 대한민국       | 우승   |      |
| 2012                                             |                      |        |      |
| 인도네시아 슈퍼 시리즈 프리미어                  | 자카르타, 인도네시아 | 우승   |      |
| 전영 오픈 배드민턴 선수권 대회                   | 버밍엄, 잉글랜드     | 우승   |      |
| 요넥스 저먼 오픈 OPG                             | 독일                 | 준우승 |      |
| 빅터 코리아 오픈                                 | 서울, 대한민국       | 준우승 |      |
| 2011                                             |                      |        |      |
| BWF 슈퍼 시리즈 파이널                           | 류저우, 중국         | 4강    |      |
| 리닝 차이나 오픈                                 | 상하이, 중국         | 4강    |      |
| 2011 요넥스-선라이즈 홍콩 오픈                   | 홍콩                 | 준우승 |      |
| 요넥스 프랑스 오픈 슈퍼 시리즈                   | 파리                 | 우승   |      |
| 요넥스 덴마크 오픈 슈퍼 시리즈 프리미어          | 덴마크               | 우승   |      |
| 차이나 마스터스                                  | 중국                 | 우승   |      |
| 요넥스 캐나다 오픈                               | 캐나다               | 우승   |      |
| 요넥스 OCBC US 오픈 그랑프리 골드                | 미국                 | 우승   |      |
| 리닝 싱가포르 오픈                               | 싱가포르             | 4강    |      |
| SCG 타이 오픈 그랑프리 골드                      | 타이                 | 우승   |      |
| 윌슨 스위스 오픈 그랑프리 골드                   | 스위스               | 준우승 |      |
| 요넥스 저먼 오픈 그랑프리 골드                   | 독일                 | 우승   |      |
| 빅터 코리아 오픈 슈퍼 시리즈 프리미어            | 대한민국             | 우승   |      |
| 2010                                             |                      |        |      |
| 빅터-BWF 슈퍼 시리즈 파이널                      | 타이완               | 준우승 |      |
| 요넥스-선라이즈 홍콩 오픈 슈퍼 시리즈            | 홍콩                 | 4강    |      |
| 차이나 오픈 슈퍼 시리즈                          | 중국                 | 우승   |      |
| 빅터 코리아 오픈 그랑프리                        | 대한민국             | 우승   |      |
| 차이나 마스터스 슈퍼 시리즈                      | 중국                 | 4강    |      |
| 타이완 그랑프리 골드                             | 타이완               | 우승   |      |
| 코리아 오픈 슈퍼 시리즈                          | 대한민국             | 우승   |      |
| 2009                                             |                      |        |      |
| 슈퍼 시리즈 파이널                               | 말레이시아           | 우승   |      |
| 차이나 오픈 슈퍼 시리즈                          | 중국                 | 우승   |      |
| 요넥스-선라이즈 홍콩 오픈 슈퍼 시리즈            | 홍콩                 | 우승   |      |
| 요넥스-선라이즈 BWF 세계 선수권 대회             | 인도                 | 준우승 |      |
| 자룸 인도네이사 슈퍼 시리즈                      | 인도네시아           | 우승   |      |
| 저먼 오픈                                        | 독일                 | 우승   |      |
| 윌슨 스위스 슈퍼 시리즈                          | 스위스               | 4강    |      |
| 요넥스 전영 오픈 슈퍼 시리즈                     | 잉글랜드             | 4강    |      |
| 요넥스 코리아 슈퍼 시리즈                        | 대한민국             | 준우승 |      |
| 프로톤 말레이시아 슈퍼 시리즈                    | 말레이시아           | 우승   |      |
| 2008                                             |                      |        |      |
| 월드 슈퍼 시리즈 마스터스 파이널                 | 말레이시아           | 준우승 |      |
| 요넥스-선라이즈 홍콩 슈퍼 시리즈                 | 홍콩                 | 우승   |      |
| 리닝 차이나 오픈 슈퍼 시리즈                     | 중국                 | 우승   |      |
| 요넥스-선라이즈 배드민턴 아시아 선수권 대회      | 말레이시아           | 우승   |      |
| 인도 그랑프리 골드                               | 인도                 | 4강    |      |
| 윌슨 스위스 슈퍼 시리즈                          | 스위스               | 우승   |      |
| 요넥스 전영 오픈 슈퍼 시리즈                     | 잉글랜드             | 우승   |      |
| 2007                                             |                      |        |      |
| 프랑스 슈퍼 시리즈                               | 프랑스               | 4강    |      |
| 세계 선수권 대회                                 | 말레이시아           | 준우승 |      |
| SCG 타이 오픈                                    | 타이                 | 준우승 |      |
| 요넥스 코리아 오픈 슈퍼 시리즈                   | 서울 대한민국        | 우승   |      |
| 프로톤 말레이시아 슈퍼 시리즈                    | 말레이시아           | 4강    |      |
| 2006                                             |                      |        |      |
| SCG 월드 그랑프리 타이 오픈 배드민턴 선수권 대회 | 타이                 | 우승   |      |
| 타이완 오픈                                      | 타이완               | 준우승 |      |
| 자룸 인도네시아 오픈                             | 인도네시아           | 4강    |      |
| 요넥스 저먼 오픈                                 | 독일                 | 우승   |      |
| 윌슨 배드민턴 스위스 오픈                        | 스위스               | 4강    |      |
| 2005                                             |                      |        |      |
| 치어즈 아시안 세틀라이트                         | 싱가포르             | 준우승 |      |
| 몽골 아시안 세틀라이트                           | 몽골                 | 우승   |      |

혼합 복식
| 연도                                    | 대회       | 장소   | 결과 |
| --------------------------------------- | ---------- | ------ | ---- |
| 2011                                    |            |        |      |
| 요넥스 덴마크 오픈 슈퍼 시리즈 프리미어 | 덴마크     | 4강    |      |
| 요넥스 OCBC US 오픈 그랑프리 골드       | 미국       | 우승   |      |
| 윌슨 스위스 오픈 그랑프리 골드          | 스위스     | 4강    |      |
| 2010                                    |            |        |      |
| 스위스 오픈 슈퍼 시리즈                 | 스위스     | 우승   |      |
| 전영 슈퍼 시리즈                        | 잉글랜드   | 4강    |      |
| 2009                                    |            |        |      |
| 차이나 오픈 슈퍼 시리즈                 | 중국       | 우승   |      |
| 요넥스 BWF 세계 선수권 대회             | 인도       | 4강    |      |
| 자룸 인도네시아 슈퍼 시리즈             | 인도네시아 | 준우승 |      |
| 아비바 싱가포르 슈퍼 시리즈             | 싱가포르   | 4강    |      |
| 해피 수원 아시안 배드민턴 선수권 대회   | 대한민국   | 우승   |      |
| 윌슨 스위스 오픈 슈퍼 시리즈            | 스위스     | 준우승 |      |
| 저먼 오픈 그랑프리 골드                 | 독일       | 4강    |      |
| 요넥스 코리아 오픈 슈퍼 시리즈          | 대한민국   | 우승   |      |
| 프로톤 말레이시아 슈퍼 시리즈           | 말레이시아 | 준우승 |      |
| 2008                                    |            |        |      |
| 요넥스-선라이즈 홍콩 슈퍼 시리즈        | 홍콩       | 준우승 |      |
| 리닝 차이나 오픈 슈퍼 시리즈            | 중국       | 우승   |      |
| 베이징 하계 올림픽                      | 중국       | 우승   |      |
| 윌슨 스위스 슈퍼 시리즈                 | 스위스     | 4강    |      |
| 저먼 오픈                               | 독일       | 우승   |      |
| 요넥스 코리아 슈퍼 시리즈               | 대한민국   | 우승   |      |
| 프로톤 말레이시아 슈퍼 시리즈           | 말레이시아 | 준우승 |      |
| 2007                                    |            |        |      |
| 윌슨 스위스 슈퍼 시리즈                 | 스위스     | 우승   |      |

## 홍보 대사
- 2009년 중앙선거관리위원회 공명선거 홍보대사
- 2009년 국민체육진흥공단 홍보대사
- 2009년 광주광역시 지하철 홍보대사
- 2008년 대·중소기업협력재단 상생협력주간 홍보대사
- 2008년 전라남도 화순군 홍보도우미
- 2008년 베이징올림픽 배드민턴 국가대표
- 2006년 도하 아시안게임 배드민턴 국가대표

## 수상
- 2017년 광주 빅터 코리아마스터즈 배드민턴선수권대회 남자복식 3위
- 2016년 제97회 전국 체육대회 남자일반부 개인복식 1위
- 2016년 빅터 코리아 오픈 배드민턴 슈퍼시리즈 남자복식 우승
- 2016년 인도네시아오픈 배드민턴 슈퍼시리즈 프리미어 남자복식 우승
- 2016년 제29회 세계남자단체 배드민턴선수권대회(토마스컵) 3위
- 2016년 아시아 배드민턴 선수권대회 남자 복식 우승
- 2016년 중국 마스터즈 배드민턴 그랑프리골드 남자복식 우승
- 2016년 싱가폴오픈 배드민턴 슈퍼시리즈 남자복식 3위
- 2016년 말레이시아오픈 배드민턴 슈퍼시리즈 프리미어 남자복식 3위
- 2016년 전영오픈 배드민턴 슈퍼시리즈 프리미어 남자복식 3위
- 2016년 독일오픈 배드민턴 그랑프리골드 남자복식 준우승
- 2015년 2015 BWF 배드민턴 슈퍼시리즈 파이널 남자복식 3위
- 2015년 홍콩오픈 배드민턴 슈퍼시리즈 남자복식 우승
- 2015년 프랑스오픈 배드민턴 슈퍼시리즈 남자복식 우승
- 2015년 덴마크오픈 배드민턴 슈퍼시리즈 프리미어 남자복식 우승
- 2015년 제96회 전국 체육대회 남자일반부 단체 1위
- 2015년 빅터 코리아오픈 배드민턴 슈퍼시리즈 남자복식 우승
- 2015년 일본오픈 배드민턴 슈퍼시리즈 남자복식 우승
- 2015년 세계개인배드민턴 선수권대회 남자복식 3위
- 2015년 제58회 전국여름철종별 배드민턴선수권대회 남자 일반부 복식 1위
- 2015년 제58회 전국여름철종별 배드민턴선수권대회 남자 일반부 단체전 1위
- 2015년 대만오픈 배드민턴 그랑프리골드 남자복식 3위
- 2015년 제28회 광주 하계 유니버시아드 배드민턴 단체전 금메달
- 2015년 인도네시아오픈 배드민턴 슈퍼시리즈 프리미어 남자복식 3위
- 2015년 호주오픈 배드민턴 슈퍼시리즈 남자복식 우승
- 2015년 제14회 세계혼합단체 배드민턴선수권대회 단체 3위
- 2015년 아시아 배드민턴 선수권대회 남자복식 우승
- 2015년 말레이시아오픈 배드민턴 슈퍼시리즈 프리미어 남자복식 준우승
- 2014년 BWF 배드민턴 슈퍼시리즈 마스터즈 파이널 남자복식 우승
- 2014년 중국오픈 배드민턴 슈퍼시리즈 프리미어 남자복식 우승
- 2014년 제95회 전국 체육대회 남자일반부 단체 2위
- 2014년 제95회 전국 체육대회 남자일반부 개인복식 2위
- 2014년 덴마크오픈 배드민턴 슈퍼시리즈 프리미어 남자복식 준우승
- 2014년 전주 빅터 코리아 그랑프리 국제 배드민턴선수권대회 남자복식 우승
- 2014년 세계개인배드민턴 선수권대회 남자복식 준우승
- 2014년 호주오픈 배드민턴 슈퍼시리즈 남자복식 우승
- 2014년 인도네시아오픈 배드민턴 슈퍼시리즈 프리미어 남자복식 우승
- 2014년 일본오픈 배드민턴 슈퍼시리즈 남자복식 우승
- 2013년 BWF 배드민턴 슈퍼시리즈 마스터즈 파이널 남자복식 3위
- 2013년 홍콩오픈 배드민턴 슈퍼시리즈 남자복식 우승
- 2013년 중국오픈 배드민턴 슈퍼시리즈 프리미어 남자복식 우승
- 2013년 덴마크오픈 배드민턴 슈퍼시리즈 프리미어 남자복식 우승
- 2013년 중국 마스터즈 배드민턴 슈퍼시리즈 남자복식 우승
- 2013년 대만오픈 배드민턴 그랑프리 골드 혼합복식 3위
- 2013년 제27회 카잔 하계 유니버시아드 배드민텀 남자 복식 금메달
- 2013년 제27회 카잔 하계 유니버시아드 배드민턴 단체전 금메달
- 2013년 싱가폴오픈 배드민턴 슈퍼시리즈 남자복식 준우승
- 2013년 인도네시아오픈 배드민턴 슈퍼시리즈 프리미어 남자복식 준우승
- 2013년 제13회 세계혼합단체 배드민턴선수권대회 단체 준우승
- 2013년 인디아오픈 배드민턴 슈퍼시리즈 남자복식 준우승
- 2013년 아시아 배드민턴 선수권 대회 남자복식 우승
- 2013년 스위스오픈 배드민턴 그랑프리 골드 남자복식 준우승
- 2013년 말레이시아오픈 배드민턴 슈퍼시리즈 남자복식 준우승
- 2012년 제30회 런던 올림픽 배드민턴 남자 복식 동메달
- 2010년 대만오픈 그랑프리골드 배드민턴선수권대회 남자복식 우승
- 2010년 빅터코리아오픈 배드민턴 슈퍼시리즈 남자복식 우승
- 2009년 제90회 전국체육대회 배드민턴 남자일반부 복식 금메달
- 2009년 세계 배드민턴 개인 선수권대회 남자 복식 준우승
- 2009년 제52회 전국여름철종별배드민턴선수권대회 복식 우승
- 2009년 인도네시아오픈 배드민턴 슈퍼시리즈 남자복식 우승
- 2009년 인도네시아오픈 배드민턴 슈퍼시리즈 혼합복식 준우승
- 2009년 제11회 세계혼합단체 배드민턴선수권대회 혼합복식 준우승
- 2009년 수원아시아배드민턴 선수권대회 혼합복식 우승
- 2009년 스위스오픈 배드민턴 선수권대회 혼합복식 준우승
- 2009년 독일오픈 배드민턴 선수권대회 남자복식 우승
- 2009년 제55회 대한체육회 우수상
- 2009년 코카콜라 체육대상 우수선수상
- 2009년 요넥스 코리아 배드민턴 슈퍼시리즈 혼합복식 우승
- 2009년 말레이시아오픈 배드민턴시리즈 남자복식 우승, 혼합복식 준우승
- 2008년 여수 코리아 챌린지 국제배드민턴대회 남자복식 우승
- 2008년 홍콩오픈 배드민턴 슈퍼시리즈 남자복식 우승
- 2008년 홍콩오픈 배드민턴 슈퍼시리즈 혼합복식 준우승
- 2008년 중국오픈 배드민턴 슈퍼시리즈 혼합복식, 남자복식 우승
- 2008년 제89회 전국체육대회 배드민턴 남자일반부 개인복식 동메달
- 2008년 제89회 전국체육대회 배드민턴 남자일반부 단체전 동메달
- 2008년 제29회 베이징 올림픽 배드민턴 혼합 복식 금메달
- 2008년 제25회 세계단체선수권 토머스컵 대회 준우승
- 2008년 스위스오픈배드민턴 슈퍼시리즈 남자복식 우승
- 2008년 전영오픈배드민턴 슈퍼시리즈 금메달
- 2008년 독일오픈배드민턴 선수권대회 혼합복식 우승
- 2008년 요넥스 코리아 오픈배드민턴슈퍼시리즈 혼합복식 우승
- 2007년 제88회 전국체육대회 배드민턴 남자일반부 단체전 은메달
- 2007년 스위스배드민턴슈퍼시리즈 혼합복식 우승
- 2007년 대한배드민턴협회 선정 최우수선수
- 2006년 제87회 전국체육대회 배드민턴 남자일반부 단체전 은메달
- 2006년 도하 아시안게임 배드민턴 남자 단체전 은메달, 복식 동메달
- 2006년 세계청소년배드민턴 선수권대회 단체전, 혼합복식, 남자복식 우승
- 2006년 코카콜라 대상 7월 MVP
- 2006년 아시아주니어 배드민턴선수권대회 1위
- 2006년 대만오픈 배드민턴선수권대회 남자복식 2위
- 2006년 인도네시아오픈 배드민턴선수권대회 남자복식 3위
- 2006년 독일오픈 배드민턴선수권대회 남자복식 1위
- 2006년 스위스오픈 배드민턴선수권대회 남자복식 3위
- 2005년 제86회 전국체육대회 배드민턴 남자일반부 단체전 은메달
- 2005년 싱가폴세트라잇 배드민턴선수권대회 남자복식, 혼합복식 2위
- 2005년 몽고세트라잇 배드민턴선수권대회 남자복식, 혼합복식 1위
- 2005년 전국체육대회 배드민턴 남자단식 1위
- 2004년 세계주니어 배드민턴선수권대회 남자복식 2위
- 2004년 아시아주니어 배드민턴선수권대회 남자복식 1위
- 2004년 프랑스오픈 배드민턴선수권대회 혼합복식 3위
- 2004년 독일주니어 배드민턴선수권대회 남자복식 1위
- 2004년 전국여름철종별배드민턴선수권대회 남자단식 3위
- 2004년 대만주니어 배드민턴선수권대회 남자단식 3위
- 2003년 독일주니어 배드민턴선수권대회 남자복식 3위
- 2003년 전국여름철종별 배드민턴선수권대회 남자단식 1위
- 1999년 전국여름철종별 배드민턴선수권대회 남자단식 1위

## 방송
- 2008년 MBC 《무한도전》 120회 : 따찌지리와 리 - 영웅들이여, 런던행 금메달 열차를 타라! (with 이효정)
- 2008년 KBS1 《KBS 뉴스광장》 (with 이효정)
- 2008년 SBS 《야심만만 2》 7회
- 2010년 SBS 《스타킹》 150회
- 2012년 SBS Sports 《나는 용띠다》
- 2012년 SBS 《런던 2012 올림픽 선수단 필승콘서트 - 위 아 더 챔피언》
- 2012년 SBS 《힐링캠프》 64회 (with 정재성)
- 2012년 KBS2 《해피투게더 시즌3》 372회 : 국가대표 특집
- 2013년 tvN 《백지연의 피플 INSIDE》 342회
- 2014년 KBS2 《우리동네 예체능》 39~40회 : 배드민턴 리턴즈
- 2017년 KBS2 《냄비받침》
- 2020년 JTBC 《뭉쳐야 찬다》
- 2021년 SBS 《라켓소년단》 (특별출연)
- 2021년 TVN  《라켓보이즈》공동MC
- 2022년 SBS 《꼬리에 꼬리를 무는 그날 이야기》
- 2024년 SBS 《미운 우리 새끼》